# 15563 Ремсберґ
15563 Ремсберґ (15563 Remsberg) — астероїд головного поясу, відкритий 5 квітня 2000 року.
Тіссеранів параметр щодо Юпітера — 3,483.